# 南安普敦 (麻薩諸塞州)
南安普敦（英語：Southampton）是一個位於美國麻薩諸塞州漢普夏縣的鎮。

## 人口
根據2020年美國人口普查的數據，南安普敦的面積為75.30平方千米，當中陸地面積為72.90平方千米，而水域面積為2.40平方千米。當地共有人口6224人，而人口密度為每平方千米83人。